# Mr.Mr.
Mr.Mr. es el cuarto EP del grupo surcoreano Girls' Generation que consiste de seis canciones que incorpora géneros de música electropop y R&B-pop. Fue lanzado digitalmente por S.M. Entertainment y KT Music el 24 de febrero de 2014. El CD y la versión digital se lanzaron en Hong Kong el mismo día y se pusieron a la venta el 27 de febrero en Corea del Sur. Para promover el álbum, Girls' Generation apareció en varios programas musicales de Corea del Sur, incluyendo Music Bank e Inkigayo. La canción principal fue lanzada como sencillo. Este es el último lanzamiento con la miembro Jessica.
Mr.Mr. recibió críticas positivas de críticos de música. Heather Phares de Allmusic elogió el álbum como muestra de las fortalezas musicales del grupo, mientras que Jeff Benjamin de Billboard vio positivamente el EP como un lanzamiento más «impresionante» en comparación con el álbum anterior del grupo I Got a Boy (2013). El EP obtuvo el primer lugar en Gaon Album Chart y se convirtió en el álbum más vendido por un grupo de chicas de 2014 en Corea del Sur, así como en el quinto álbum más vendido en general. También entró en la lista japonesa de Oricon en el número once y en la estadounidense Billboard 200 en el número 110.

## Canciones
Mr.Mr. está compuesto de seis canciones de electropop y R&B-pop. Según la integrante Seohyun, el EP incorpora sonidos «emocionantes» de R&B con melodías «cool y simples». El sencillo «Mr.Mr.», estuvo compuesto por The Underdogs, quienes han trabajado con varios artistas americanos como Beyoncé, Justin Timberlake, y Britney Spears. Ha sido descrito como una canción de R&B-pop con electropop. También incorpora ritmo de hip hop y EDM. La segunda canción, «Goodbye», es una canción pop-rock que está instrumentada con redoblante y hi-hats. «Europa», mientras tanto, se inspira en los géneros Europop y disco-pop de fines de la década de 1980.
«Wait a Minute» fue descrita como una canción de jazz-pop con «bellas [armonizaciones]», y «Back Hug» presenta una producción de R&B «simple y rápida». El EP incluye «Soul», una versión coreana de la primera grabación original china del grupo, «Find Your Soul», lanzada en 2013. La versión original fue utilizada como el tema principal de los comerciales del videojuego coreano de MMORPG, Blade & Soul, en los mercados chinos de toda Asia.

## Lanzamiento y promoción

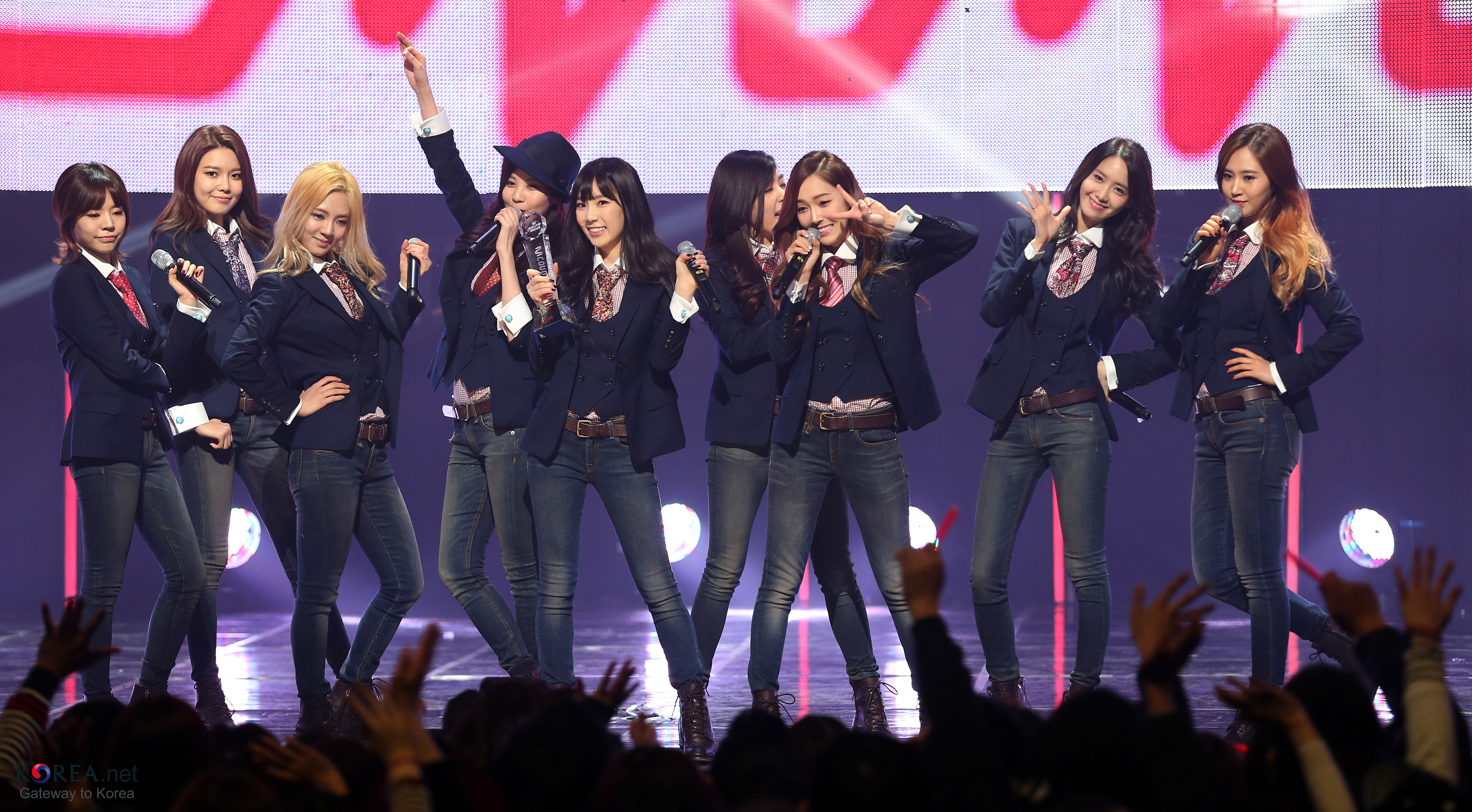
Girls' Generation interpretando «Mr.Mr.» en M! Countdown el 6 de marzo de 2014.

Mr.Mr. fue lanzado digitalmente en todo el mundo el 24 de febrero de 2014, bajo S.M. Entertainment y KT Music, mientras que la versión física se publicó en Corea del Sur el 27 de febrero de  2014 por las mismas compañías. El sencillo fue lanzado por mainstream radio el 25 de febrero de 2014.
Para promover el EP, Girls' Generation apareció en varios programas musicales de Corea del Sur, su primera presentación fue en M! Countdown de Mnet, donde interpretaron «Mr.Mr.» y «Wait a Minute». Las chicas también se presentaron en Music Bank de KBS, Show! Music Core de MBC e Inkigayo de SBS el 7, 8 y 9 de marzo de 2014, respectivamente. En Show! Music Core, el grupo interpretó «Mr.Mr.» y «Wait a Minute», mientras que en Music Bank interpretaron el sencillo y «Back Hug».

## Recepción
Luego de ser publicado, Mr.Mr. recibió críticas positivas de los críticos de música. Heather Phares de AllMusic dijo que el EP «es un conjunto de canciones que ofrece algo diferente que amplía el alcance musical de Girls' Generation». Phares elogió aún más al EP para ayudar a Girls' Generation a ser un grupo excepcional de música popular coreana. Escribendo para Billboard, Jeff Benjamin nombró a las seis canciones del EP como «fuertes» y lo llamó un «esfuerzo impresionante» en comparación con el álbum 2013 del grupo I Got a Boy. También consideró la lista de canciones como «un paquete de canciones que aún ven al grupo sumergirse y experimentar en un nuevo territorio sónico, pero posiblemente más centrado que nunca». Benjamin también escribió un artículo para Fuse, en el cual elogió los estilos musicales del álbum como «corto, dulce, pero fuerte». Por otro lado, Kim Do Heon de la revista en línea IZM comparó el EP con el álbum de 2011, The Boys, por su «equilibrio de competencia musical y atractivo para la popularidad masiva», pero encontró que las canciones eran inadecuadas. Concluyó que el grupo necesitaba «[establecer] una dirección clara para el futuro» después del «error» de I Got a Boy, y Mr.Mr. no fue la respuesta.

### Actuación comercial
Mr.Mr. fue un éxito comercial a nivel nacional. Se posicionó en el primer lugar de Gaon Album Chart en la semana del 23 de febrero al 1 de marzo de 2014. Permaneció en la misma posición durante una semana más, superando a Crush de 2NE1. Mr.Mr. quedó en segundo lugar en Gaon Monthly Album Chart de febrero, vendiendo 87 824 copias físicas, solo por detrás de First Sensibility de B.A.P, que vendió más de 91 000 unidades. En el mes siguiente, encabezó la lista de álbumes mensuales de Gaon con ventas de 70 295 copias. Se colocó en el puesto 47 de Gaon Monthly Album Chart de abril con otras 1 125 copias vendidas. En general, Mr.Mr. fue el quinto álbum más vendido por un grupo de chicas de 2014 en Corea del Sur con 163 209 copias vendidas.
Mr.Mr. debutó en el número 110 en la lista Billboard 200 de los Estados Unidos, vendiendo 3 000 copias en su primera semana. Al hacerlo, el EP se convirtió en el lanzamiento de Girls' Generation con una mayor posición en Billboard 200, seguido por Twinkle del subgrupo TTS, que se posicionó en el puesto 126 en 2012. Mr.Mr. también alcanzó el primer lugar en Top Heatseekers, el tercer puesto en World Albums, y el número 23 en la lista Independent Albums. En Japón, se posicionó en el puesto 11 de Oricon Albums Chart.
Las seis canciones del EP se posicionaron en Gaon Digital Chart: «Mr.Mr.» (número uno), «Goodbye» (número diez), «Wait a Minute» (número 18), «Back Hug» (número 24), «Europa» (número 25) y «Soul» (número 33).

## Lista de canciones
| Mr.Mr. |                                 |                                                     | |                                                     |          |  |
| N.º    | Título                          | Letras                                              | Música | Arreglo                                             | Duración |  |
| 1.     | «Mr.Mr.»                        | Cho Yoon Kyung, Kim Hee Jeong (Jam Factory)         | The Underdogs (Harvey Mason Jr., Damon Thomas, Andrew Hey, Mike Daley, Britt Burton, Rodnae «Chikk» Bell) | The Underdogs                                       | 3:55     |  |
| 2.     | «Goodbye»                       | Hwang Hyun                                          | Lindy Robbins, Brent Paschke, Jenna Andrews                                                               | Lindy Robbins, Brent Paschke, Jenna Andrews         | 3:14     |  |
| 3.     | «Europa» (유로파; Yuropa)       | Kenzie                                              | Kenzie | Kenzie                                              | 3:22     |  |
| 4.     | «Wait A Minute»                 | G-High, Lee Joo Hyung, Hwang Hyun, Shin Agnes, Mowl | G-High, Lee Joo Hyung                                                                                     | G-High, Lee Joo Hyung                               | 3:25     |  |
| 5.     | «Back Hug» (백허그; Baekheogeu) | Cho Yoon Kyung                                      | Ingrid Skretting, Jesper Borgen                                                                           | Hwang Gundan (Hwang Sung Jae, Nickel, Jung Soo Min) | 4:09     |  |
| 6.     | «Soul» (Versión coreana)        | Cho Yoon Kyung                                      | Anne Judith Wik, Nermin Harambašić, Ronny Vidar Svendsen, Lukas «Nate» Nathanson, Red Rocket              | Red Rocket                                          | 3:47     |  |
| 21:39  |                                 |                                                     | |                                                     |          |  |

## Posicionamiento en listas

### Listas semanales
| Lista (2014)                                      | Mejor posición |
| ------------------------------------------------- | -------------- |
| Japón (Oricon)                                    | 11             |
| Corea del Sur (Gaon)                              | 1              |
| Estados Unidos (Billboard 200)                    | 110            |
| Estados Unidos Top Heatseekers (Billboard)        | 1              |
| Estados Unidos Álbumes independientes (Billboard) | 23             |
| Estados Unidos Álbumes mundiales (Billboard)      | 3              |

### Lista de fin de año
| Lista (2014)         | Mejor posición |
| -------------------- | -------------- |
| Corea del Sur (Gaon) | 5              |

## Historial de lanzamiento
| Región        | Fecha                 | Formato          | Distribuidor                 |
| ------------- | --------------------- | ---------------- | ---------------------------- |
| Mundo         | 24 de febrero de 2014 | Descarga digital | S.M. Entertainment, KT Music |
| Hong Kong     | 24 de febrero de 2014 | CD               | Universal Music Group        |
| Corea del Sur | 27 de febrero de 2014 | CD               | S.M. Entertainment, KT Music |